# Lunca (Băița), Hunedoara
Lunca este un sat în comuna Băița din județul Hunedoara, Transilvania, România.

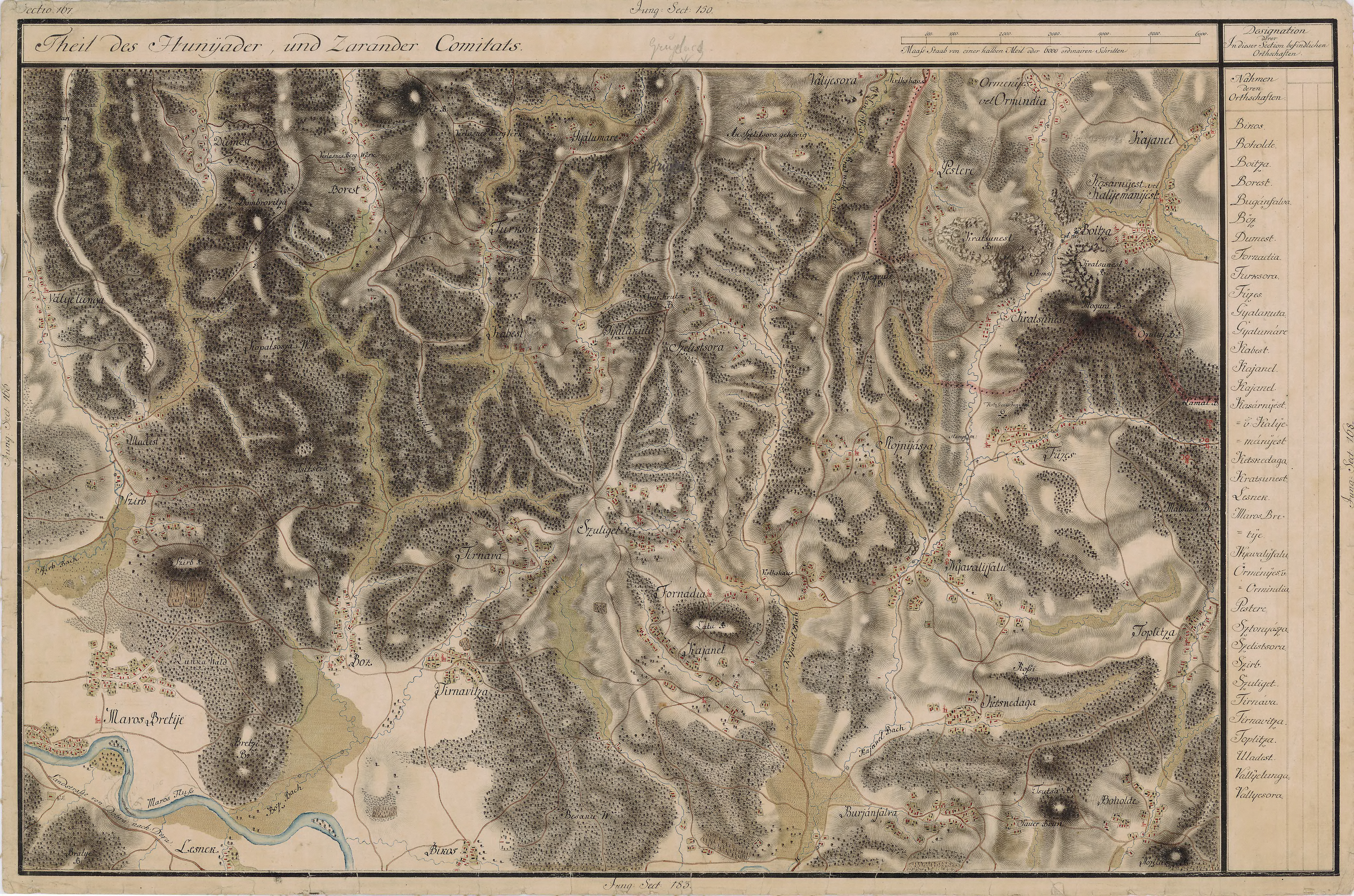
Lunca în Harta Iosefină a Transilvaniei, 1769-1773